# Frances Tiafoe
Frances Tiafoe (* 20. Januar 1998 in Hyattsville, Maryland) ist ein US-amerikanischer Tennisspieler.

## Leben
Frances Tiafoes Eltern Constant und Alphina emigrierten Mitte der 1990er-Jahre aus Sierra Leone in die USA und ließen sich in Maryland nieder. Frances hat einen Zwillingsbruder, Franklin. Da sein Vater Arbeit als Wart des Junior Tennis Champions Center (JTCC) in Maryland hatte und die Familie auch auf dem Sportareal wohnen konnte, wurde Frances sehr früh an den Sport herangeführt und sein Talent entdeckt.

### Karriere
Frances Tiafoe spielte anfänglich hauptsächlich auf der ATP Challenger Tour und der ITF Future Tour. Sein Debüt im Einzel auf der ATP World Tour gab er im Juli 2014 bei den Citi Open, wo er jedoch bereits in der Auftaktrunde gegen Jewgeni Donskoi in zwei Sätzen verlor.
Im Doppel erfolgte bei den US Open der erste Auftritt auf World-Tour-Niveau. Hierbei bildete Tiafoe ein Doppelpaar mit Michael Mmoh. Sie gewannen ihre Erstrundenpartie, verloren dann jedoch in der nächsten Runde gegen Scott Lipsky und Rajeev Ram klar in zwei Sätzen.
Nach dem erstmaligen Gewinn eines Matches in Wimbledon 2017 und einer glatten Zweitrundenniederlage gegen Alexander Zverev erreichte Tiafoe mit Weltranglistenposition 62 eine neue Bestmarke. Im Februar 2018 gewann er in Delray Beach sein erstes ATP-Turnier. Im September des Jahres debütierte er für die US-amerikanische Davis-Cup-Mannschaft im Halbfinale gegen Kroatien.

## Erfolge
| Legende (Anzahl der Siege)  |
| Grand Slam                  |
| ATP World Tour Finals       |
| ATP World Tour Masters 1000 |
| ATP World Tour 500          |
| ATP World Tour 250 (3)      |
| ATP Challenger Tour (6)     |

| ATP-Titel nach Belag |
| Hartplatz (1)        |
| Sand (1)             |
| Rasen (1)            |

### Einzel

#### Turniersiege

##### ATP World Tour
| Nr. | Datum            | Turnier      | Belag     | Finalgegner             | Ergebnis        |
| --- | ---------------- | ------------ | --------- | ----------------------- | --------------- |
| 1.  | 25. Februar 2018 | Delray Beach | Hartplatz | Peter Gojowczyk         | 6:1, 6:4        |
| 2.  | 9. April 2023    | Houston      | Sand      | Tomás Martín Etcheverry | 7:61, 7:66      |
| 3.  | 18. Juni 2023    | Stuttgart    | Rasen     | Jan-Lennard Struff      | 4:6, 7:61, 7:68 |

##### ATP Challenger Tour
| Nr. | Datum            | Turnier         | Belag     | Finalgegner      | Ergebnis       |
| --- | ---------------- | --------------- | --------- | ---------------- | -------------- |
| 1.  | 7. August 2016   | Granby          | Hartplatz | Marcelo Arévalo  | 6:1, 6:1       |
| 2.  | 9. Oktober 2016  | Stockton        | Hartplatz | Noah Rubin       | 6:4, 6:2       |
| 3.  | 23. April 2017   | Sarasota        | Sand      | Tennys Sandgren  | 6:3, 6:4       |
| 4.  | 14. Mai 2017     | Aix-en-Provence | Sand      | Jérémy Chardy    | 6:3, 4:6, 7:65 |
| 5.  | 12. Oktober 2020 | Parma           | Sand      | Salvatore Caruso | 6:3, 3:6, 6:4  |
| 6.  | 13. Juni 2021    | Nottingham      | Rasen     | Denis Kudla      | 6:1, 6:3       |

#### Finalteilnahmen
| Nr. | Datum            | Turnier     | Belag         | Finalgegner      | Ergebnis      |
| --- | ---------------- | ----------- | ------------- | ---------------- | ------------- |
| 1.  | 6. Mai 2018      | Estoril (1) | Sand          | João Sousa       | 4:6, 4:6      |
| 2.  | 31. Oktober 2021 | Wien        | Hartplatz (i) | Alexander Zverev | 5:7, 4:6      |
| 3.  | 1. Mai 2022      | Estoril (2) | Sand          | Sebastián Báez   | 3:6, 2:6      |
| 4.  | 9. Oktober 2022  | Tokio       | Hartplatz     | Taylor Fritz     | 6:73, 6:72    |
| 5.  | 7. April 2024    | Houston     | Sand          | Ben Shelton      | 5:7, 6:4, 3:6 |
| 6.  | 19. August 2024  | Cincinnati  | Hartplatz     | Jannik Sinner    | 6:74, 2:6     |
| 7.  | 6. April 2025    | Houston     | Sand          | Jenson Brooksby  | 4:6, 2:6      |

### Doppel

#### Finalteilnahmen
| Nr. | Datum          | Turnier | Belag | Partner      | Finalgegner                    | Ergebnis         |
| --- | -------------- | ------- | ----- | ------------ | ------------------------------ | ---------------- |
| 1.  | 16. April 2017 | Houston | Sand  | Dustin Brown | Julio Peralta Horacio Zeballos | 6:4, 5:7, [6:10] |

## Abschneiden bei Grand-Slam-Turnieren

### Einzel
| Turnier         | 2014 | 2015 | 2016 | 2017 | 2018 | 2019 | 2020 | 2021 | 2022 | 2023 | 2024 | 2025 | Karriere |
| --------------- | ---- | ---- | ---- | ---- | ---- | ---- | ---- | ---- | ---- | ---- | ---- | ---- | -------- |
| Australian Open | —    | —    | Q2   | 2    | 1    | VF   | 1    | 2    | 2    | 3    | 2    | 2    | VF       |
| French Open     | —    | 1    | Q3   | 1    | 1    | 1    | 1    | 1    | 2    | 3    | 2    | VF   | VF       |
| Wimbledon       | —    | —    | Q1   | 2    | 3    | 1    |      | 3    | AF   | 3    | 3    | 2    | AF       |
| US Open         | Q1   | 1    | 1    | 1    | 2    | 2    | AF   | AF   | HF   | VF   | HF   |      | HF       |

Zeichenerklärung: S = Turniersieg; F, HF, VF, AF = Einzug ins Finale / Halbfinale / Viertelfinale / Achtelfinale; 1, 2, 3 = Ausscheiden in der 1. / 2. / 3. Hauptrunde; Q1, Q2, Q3 = Ausscheiden in der 1. / 2. / 3. Qualifikationsrunde; nicht ausgetragen

### Doppel
| Turnier         | 2014 | 2015 | 2016 | 2017 | 2018 | 2019 | 2020 | 2021 | 2022 | 2023 | 2024 | Karriere |
| --------------- | ---- | ---- | ---- | ---- | ---- | ---- | ---- | ---- | ---- | ---- | ---- | -------- |
| Australian Open | —    | —    | —    | —    | 1    | —    | 1    | AF   | 1    | —    | —    | AF       |
| French Open     | —    | —    | —    | 1    | 1    | —    | 1    | 2    | 2    | —    | 1    | 2        |
| Wimbledon       | —    | —    | —    | 1    | 1    | —    |      | —    | —    | —    | —    | 1        |
| US Open         | 2    | —    | —    | —    | —    | —    | —    | 1    | 1    | —    | —    | 2        |

### Mixed
| Turnier         | 2015 | 2016 | 2017 | 2018 | 2019 | Karriere |
| --------------- | ---- | ---- | ---- | ---- | ---- | -------- |
| Australian Open | —    | —    | —    | —    | —    | —        |
| French Open     | —    | —    | —    | —    | —    | —        |
| Wimbledon       | —    | —    | —    | —    | 2    | 2        |
| US Open         | AF   | 1    | —    | 1    | —    | AF       |